# Chlorhoda tricolor
Chlorhoda tricolor là một loài bướm đêm thuộc phân họ Arctiinae, họ Erebidae.